# چرشوویتسا
چرشوویتسا (به بلغاری: Chereshovitsa) یک منطقهٔ مسکونی در بلغارستان است که در شهرستان برکوویتسا واقع شده‌است.